# ويليام، كونت لوكسمبورغ
ويليام/فيلهلم الأول (1131-1081)؛ كان كونت لوكسمبورغ (1131-1096)، خلفاً لأخيه الأكبر هاينريش الثالث، بحيث كانوا كليهما من أبناء كونراد الأول وكلمينتيا من آكيتاين، وكان فيلهلم أول شخص من عائلته يستخدم لقب كونت لوكسمبورغ في وثائقه بصورة واضحة.
مثل أسلافه، تورط في صراعات مع رئيس أساقفة ترير برونو في 1122 و 1127، مما أدى إلى حرمانه كنسياً.

## الأبناء
حوالي 1105 تزوج ويليام من ماتيلد أو لويتغارد من نورتهايم ابنة كونو، كونت بيكلينغن، وانجبت له:-
- كونراد الثاني (توفي. 1136).
- ويليام، كونت غليبرغ؛ بين عامي 1131 و 1158
- ليوتغارد (1120 - 1170)، تزوجت من هنري الثاني، كونت غراندبر.